# Paul Claudel

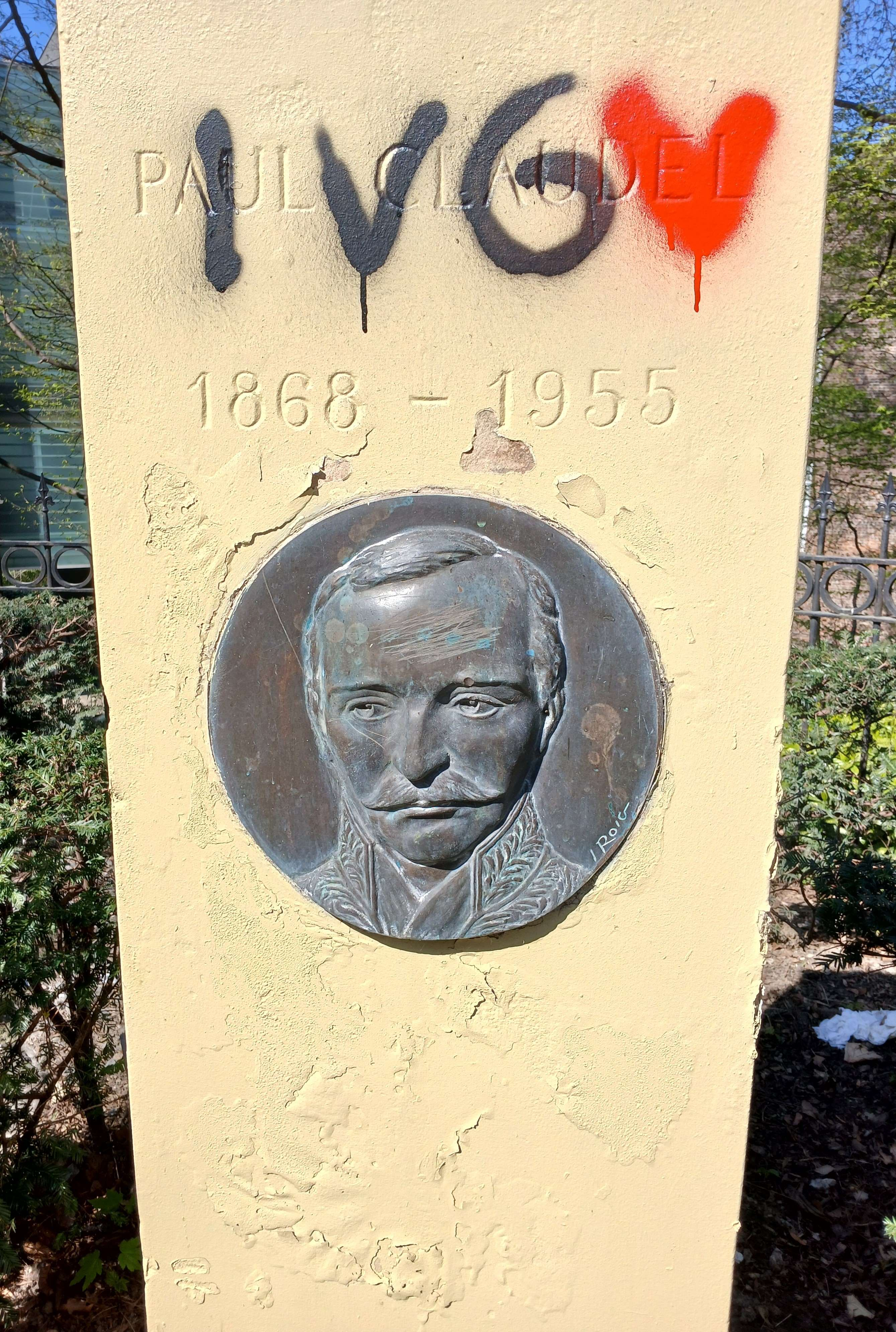
Paul Claudel Monument nabij de Brusselse Zavelkerk

Paul Claudel (Villeneuve-sur-Fère, Aisne, 6 augustus 1868 – Parijs, 23 februari 1955) was een Frans, katholiek schrijver, dramaturg en dichter. Hij was lid van de Académie française en werd in zes verschillende jaren genomineerd voor de Nobelprijs voor de Literatuur.

## Leven
Claudel werd geboren als zoon van een handelaar in hypotheken en obligaties en was de jongere broer van beeldhouwster Camille Claudel. Hij studeerde rechten en bewoog zich reeds tijdens zijn studiejaren in vooraanstaande literaire kringen. Als beginnend schrijver werd hij onder meer gestimuleerd door Mallarmé. In 1898 trad hij toe tot de Katholieke Kerk. In die periode verscheen ook zijn eerste drama Tête d’or, en begon hij een carrière als diplomaat. Na een psychische crisis trouwde hij in 1907 met Reine Sainte-Marie-Perrin, en reisde met haar de hele wereld rond, van China tot Rio de Janeiro (waar hij tijdens de aardbeving van 1923 al zijn bezittingen verloor) en daarna in Japan. Tot 1933 wist hij dat drukke diplomatenleven te paren aan het scheppen van een groot literair oeuvre. Vanaf 1935 leefde hij op een kasteel in de Isère.
Paul Claudel werd op 4 april 1946 gekozen als lid van de Académie française, op zetel 13.

## Werk
Claudel is vooral bekend als toneelschrijver. Zijn drama’s zijn vrijwel zonder uitzondering ingewikkeld, met een duidelijk katholieke grondtoon. Hij imiteert welbewust de Griekse klassieken en zelfs de Bijbel, maar met een onmiskenbare eigenheid. De visionaire stukken van Claudel waren in de eerste helft van de twintigste eeuw vaak literaire evenementen. In de jaren zeventig werden er opnieuw modernistische elementen in herkend en kreeg zijn werk een duidelijke herwaardering.
Een van de bekendste drama’s van Claudel is Le soulier de satin (1929), waarin hij zijn katholieke visie op de bestemming van de mens illustreert: op aarde is het geluk niet te vinden, de mens is op weg naar het paradijs. In 2014 werd een Nederlandse vertaling van De boodschap aan Maria (1912) uitgebracht.
Van literair en inhoudelijk belang zijn ook zijn Positions et propositions (1928-1934), beschouwingen van ongelijke lengte, over onder andere Rimbaud, Rodin, maar ook over zijn eigen poëzie. In zijn gedichten bedient Claudel zich van een versvorm die zelden rijm en geen volgehouden metrum kent, en daardoor enigszins Bijbels aandoet.
Aan het einde van zijn leven publiceerde Claudel ook tal van Bijbelkritieken.
Als Frans Ambassadeur te Brussel tijdens het Interbellum bezocht hij regelmatig de Zavelkerk.
Ter herdenking hiervan bevindt zich een monument niet ver van deze kerk.

### Theater
- 1894 - Tête d’or.
- 1912 - De boodschap aan Maria.
- 1920 - Proteus.
- 1929 - Le Soulier de satin ou Le pire n'est pas toujours sûr.
- 1933 - Le Livre de Christophe Colomb.
- 1939 - Jeanne d'Arc au bûcher.
- 1939 - La Sagesse ou la Parabole du destin.
- 1942 - L'Histoire de Tobie et de Sara.
- 1948 - Le Partage de midi.
- 1946 - Lean prace cart.

### Poëzie
- 1896 - Connaissance de l'Est.
- 1905 - Poèmes de la Sexagésime.
- 1907 - Processionnal pour saluer le siècle nouveau.
- 1915 - Corona benignitatis anni dei.
- 1919 - La Messe là-bas.
- 1922 - Poèmes de guerre (1914-1916).
- 1925 - Feuilles de saints.
- 1942 - Cent phrases pour éventails.
- 1945 - Visages radieux.
- 1949 - Accompagnements.

### Essays
- 1928 - Positions et propositions I.
- 1929 - L'Oiseau noir dans le soleil levant.
- 1934 - Positions et propositions II.
- 1935 - Conversations dans le Loir-et-Cher.
- 1936 - Figures et paraboles.
- 1940 - Contacts et circonstances.
- 1942 - Seigneur, apprenez-nous à prier.
- 1946 - L'Œoeil écoute.
- 1949 - Emmaüs.
- 1950 - Une voix sur Israël.
- 1951 - L'Évangile d'Isaïe.
- 1952 - Paul Claudel interroge l'Apocalypse.
- 1954 - Paul Claudel interroge le Cantique des Cantiques.
- 1956 - Conversation sur Jean Racine.
- 1957 - Sous le signe du dragon.
- 1958 - Qui ne souffre pas... Réflexions sur le problème social.
- 1958 - Présence et prophétie.
- 1959 - La Rose et le rosaire.
- 1959 - Trois figures saintes pour le temps actuel.
- (z.j.) Le Poète et la Bible, deel 1, 1910-1946, en deel 2, 1945-1955 (1947).

### Dagboeken en memoires
- 1954 - Mémoires improvisés. Quarante et un entretiens avec Jean Amrouche.
- 1968 - Journal. Tome I: 1904-1932.
- 1969 - Journal. Tome II: 1933-1955.

### Correspondentie
- 1949 - Correspondance de Paul Claudel et André Gide (1899-1926).
- 1951 - Correspondance de Paul Claudel et André Suarès (1904-1938).
- 1952 - Correspondance de Paul Claudel avec Gabriel Frizeau et Francis Jammes (1897-1938).
- 1961 - Correspondance Paul Claudel et Darius Milhaud (1912-1953).
- 1964 - Correspondance de Paul Claudel et Aurélien Lugné-Poe (1910-1928). Claudel homme de théâtre.
- 1966 - Correspondances avec Copeau, Dullin, Jouvet. Claudel homme de théâtre.
- 1974 - Correspondance de Jean-Louis Barrault et Paul Claudel.
- 1984 - Correspondance de Paul Claudel et Jacques Rivière (1907-1924).
- 1990 - Lettres de Paul Claudel à Élisabeth Sainte-Marie Perrin et à Audrey Parr.
- 1995 - Correspondance diplomatique. Tokyo (1921-1927).
- 1995 - Correspondance de Paul Claudel et Gaston Gallimard (1911-1954).
- 2005 - Correspondance de Paul Claudel avec les ecclésiastiques de son temps. Volume I, Le sacrement du monde et l'intention de gloire (2005).
- 2005 - Une amitié perdue et retrouvée: correspondance de Paul Claudel et Romain Rolland (2005).